# 花木兰
花木蘭，是北朝詩歌《木蘭辭》描述的一位以女扮男裝來代父從軍的傳奇女戰士，原作《木蘭辭》並未明示木蘭的姓氏、所處年代、籍貫等信息，历史上也没有正史載其事蹟，而是由詩歌、民間戲曲及地方志，逐漸發展成為民間耳熟能詳的古代女性從軍的指標人物，其人存在與否及族属都有爭議。

## 真實性爭議
原著《木蘭辭》為古樂府，於南朝陳時，被釋智匠收錄於《古今樂錄》。因原著未作详细记载，木兰所處之年代、年齡、籍貫、居住地等均不可考。木蘭的事情雖然被記載於古樂府詩《木蘭辭》，但明史也有記載元末時韓貞女扮男裝從軍的故事，徐渭大概因為這件事替木蘭寫劇本。本來不知道木蘭姓氏，稱木蘭父親姓花名弧以及木蘭後來嫁給王郎，都是徐渭杜撰出來的故事。

## 族裔爭議
木蘭的族裔有鮮卑、漢族、混血等三種觀點。
鮮卑說的支持者認為，木蘭的故事自唐朝起在漢人口耳相傳的敘事添加了漢人社會觀念，後世的改編作品裡木蘭的游牧和部落血統被抹去，明代徐渭《雌木蘭替父從軍》更增加了「木蘭纏足」的劇情，不過北魏時代沒有纏足陋習，又以2020年考古學家克里斯汀·李和亚海拉·冈萨雷斯在蒙古國出土的貴族女性骸骨裡，發現鮮卑女貴族比起匈奴和突厥女貴族更常騎馬，據此推測鮮卑平民女性幾乎都要騎馬上戰場。

## 姓名和籍貫
原作沒提到木蘭真實的姓氏。學者徐中舒認為木蘭實際上可能是一個複姓。明代文學家徐渭將《木蘭辭》改編為《雌木蘭替父從軍》；女主角在劇中自稱「妾身姓花名木蘭，祖上在西漢時，以六郡良家子，世住河北魏郡。吾父名弧字桑之，平生好武能文，舊時也做一個有名的千夫長」；自此，木蘭的父親叫花弧，姐姐叫花木蓮，弟弟叫花雄，母親是花袁氏。《隋唐演義》記載花木蘭有一妹名花又蘭，與竇線娘義結金蘭。
又有一說木蘭本姓朱，清康熙年間《黃陂縣志》寫道「木蘭，本縣朱氏女，生於唐初，⋯⋯假男子代父從軍，⋯⋯至今其家猶在木蘭山下」焦竑《焦氏筆乘》也寫道「木蘭，朱氏女子，代父從征。今黃州黃陂縣北七十里，即隋木蘭縣。有木蘭山、將軍冢、忠烈廟，足以補《樂府題解》之缺」但是，還有木蘭姓魏的說法，也有一說她的原本姓名為韓娥。
花木蘭的籍貫也是眾說紛紜，《大清一統志》稱她是潁州譙郡城東魏村人（今安徽省亳州市譙城區）；姚瑩《康輶紀行》稱她是甘肅武威人，而劉廷直《木蘭碑》則稱木蘭是直隶完縣人，《商丘縣誌》記載木蘭為河南商丘縣人。
張覺明《木蘭史研究：故里、姓氏、時代、生平考》整理出木蘭生世，姓氏有魏姓说、木姓说、木兰姓说、穆姓说、仆姓说、花姓说、朱姓说，年代有汉朝说、三国说、晋朝说、北魏说、南朝梁说、隋朝说、唐朝说，故里有河南虞城说、安徽亳州说、亳州谯城说、河南宋州说、内蒙古和林格尔说、内蒙古包头说、陝西延安说、甘肃武威说、山东任城说、河北完县说、河北新河说、湖北黄陂说等。然各派觀點分歧且原作《木蘭辭》提供資訊極少，是否能定論於某朝代，由於缺乏決定性證據，不可妄下定論。

## 相關作品

### 诗詞
- 《木兰辞》：约作于北魏時代（也有说作于唐代）的一首长篇叙事诗。[10]

### 傳統戲曲
- 《木蘭從軍》（又名《花木蘭》、《代父徵》），在歌仔戲、京劇、龙江剧 、評劇、秦腔、豫劇、越剧均有相似劇目。

### 剧集
- 《天地奇英花木兰》（又名《排山倒海花木兰》），一部由台湾与中国大陆联合制作的电视剧，杨丽菁、宋逸民、王思懿主演，上映于1996年。
- 《花木兰》，一部由中国大陆制作的电视剧，时爱红主演，上映于1996年。
- 《花木兰》，一部由香港亚洲电视投资、面向台湾市场制作的电视剧，何赛飞主演，上映于1997年。
- 《花木兰》，一部由香港无线电视制作的电视剧，陈妙瑛主演，上映于1998年。
- 《花木兰》，一部由台湾制作的电视剧，袁咏仪、赵文卓、焦恩俊主演，上映于1999年。
- 《花木兰传奇》，一部由中国大陆制作的电视剧，侯梦瑶、郭品超主演，上映于2013年。
- 《巾帼大将军》，一部由中国大陆制作的电视剧，女主更名为“华若兰”，江若琳、陈思成、袁弘主演，上映于2013年。
- 《小戏骨：花木兰》，中国大陆湖南广播电视台制作的《小戏骨》单元剧之一，上映于2017年。
- 《花木兰》，中国大陆企鹅影视制作的网络综艺节目《演员请就位 (第二季)》第8期竞演剧目之一，倪虹洁、黄梦莹、张逸杰主演，上映于2020年。
- 《木兰辞》，中国大陆河南卫视制作的故事展演节目《天地诗心》短片之一，许佳琪主演，上映于2022年。

#### 动画剧集
- 《老夫子魔界梦战记》 第3集 （花木兰）（上）
- 《老夫子魔界梦战记》 第4集 （花木兰）（下）

### 電影
- 《木兰从军》，一部由中国民新影片公司制作的京剧电影（无声），梅兰芳主演， 上映于1924年。
- 《花木兰从军》，一部由中国天一青年电影公司制作的无声电影，李萍倩导演，胡珊主演，上映于1927年。
- 《木兰从军》，一部由中国民新影片公司制作的无声电影，侯曜导演，李旦旦主演，上映于1928年。
- 《木兰从军》，一部由中国华成影业公司制作的黑白电影，卜万苍导演，陈云裳主演，上映于1939年。
- 《花木兰》，一部由香港菁华影片公司制作的粤剧电影（黑白），麦啸霞导演，邝山笑主演，上映于1939年；片中有一场粤剧戏中戏《楚霸王》。
- 《花木兰》，一部由香港制作的粤剧电影（黑白），任剑辉主演，上映于1951年。
- 《花木兰》，一部由中国大陆制作的豫剧电影（黑白），常香玉主演，上映于1956年。
- 《花木兰》，一部由香港制作的粤语长片，凤凰女主演，上映于1961年。
- 《花木兰》，一部由香港邵氏電影公司制作的黄梅调音乐电影，凌波、金漢主演，上映于1964年。
- 《花木兰传奇》，一部由中国大陆制作的龙江剧电影，白淑贤主演，第15届中国电影金鸡奖最佳戏曲片，上映于1994年。
- 《花木兰》，一部由中国大陆制作的电影，马楚成导演，赵薇、陈坤主演，上映于2009年；在第十四届“北京放映”开幕活动现场，本片受到中国国家广电总局的表彰。
- 《花木兰》，一部由美国迪士尼制作的电影，改编自1998年同名迪士尼动画片，刘亦菲、甄子丹、巩俐、李连杰、李截、安柚鑫、马泰、赵家玲主演，上映于2020年。
- 《木兰之巾帼英豪》，一部由中国大陆制作的优酷网络电影，刘泳希、符龙飞、菊麟、余凯宁、李明轩主演，上映于2020年。
- 《无双花木兰》，一部由中国大陆制作的爱奇艺网络电影，吴建飞、魏巍、胡雪儿、尚铁龙主演，上映于2020年。
- 《花木兰之大漠营救》，一部由中国大陆制作的爱奇艺网络电影，张冬、谷尚蔚、杜玉明、孙蛟龙、龙杨杨、言羽、黄诩婷主演，上映于2020年。
- 《花木兰》，一部由中国大陆制作的爱奇艺网络电影，刘楚玄、李茂主演，上映于2020年。

#### 动画电影
- 《花木兰》（Hua Mulan），一部由意大利Mondo TV（英语：Mondo TV）制作，以影碟形式首发的动画电影，摘自《超级小芬达英雄》（Super Little Fanta Heroes）中的4集故事，发行于1997年。
- 《花木兰》（Mulan），一部由美国迪士尼制作的动画电影，花木兰自此成为迪士尼公主之一，温明娜声演（中国大陆、香港、台湾版则分别由许晴、陈慧琳、李玟声演），上映于1998年。
- 《花木兰》（Mulan），一部由美国与澳大利亚联合制作，以影碟形式首发的动画电影，发行于1998年。
- 《花木兰的秘密》（The Secret of Mulan），一部由美国与中国大陆联合制作，以影碟形式首发的动画电影，发行于1998年。
- 《花木兰》（The Legend of Mulan），一部由荷兰制作，以影碟形式首发的动画电影，发行于1998年。
- 《花木兰2》（Mulan II），一部由美国迪士尼制作，以影碟形式首发的续集动画电影，发行于2005年。
- 《木兰：横空出世》，一部由中国大陆制作的3D动画电影，上映于2020年。

#### 纪录片
- 《国之瑰宝·大戏记忆之花木兰》，一部由中国大陆制作的戏曲纪录片，上映于2019年。第32届中国电影金鸡奖最佳纪录片提名。

### 漫畫
- 《戰術仙女花木蘭傳》：以花木蘭傳說為題材的魔法少女漫畫作品，其中包含很多諷刺臺灣時事和ACG文化的惡搞劇情。
- 《撞见木兰》：描繪魏羽與花木蘭從隋朝穿越到現代的漫畫作品。
- 《風翔萬里》：描繪一位在參軍時自稱花木蘭，字子英的大隋少女心路歷程的漫畫作品，立基於日本作家田中芳樹同名小说。
- 《老夫子魔界梦战记》 第3集 （花木兰）（上）
- 《老夫子魔界梦战记》 第4集 （花木兰）（下）
- 《木兰无长兄》

### 遊戲
- 《王者榮耀》
- 《英雄杀》
- 《王國之心》
- 《萬國覺醒》
- 《忘川風華錄》

### 音樂
- 《花木蘭琵琶協奏曲》
- 《花木蘭嗩吶協奏曲》

### 歌曲
（按：关于花木兰的音乐作品众多，以下仅列出较知名作品。）
- 《木兰从军》：由张露演唱
- 《木兰从军》：由庄学忠演唱
- 《军营花木兰》：由董咚演唱
- 《木兰从军》：由张也演唱
- 《木兰从军》：由张朵儿演唱
- 《木兰情》（电影《花木兰》主题曲）：由孙燕姿演唱
- 《木兰星》（电影《花木兰》插曲）：由张靓颖演唱
- 《木兰》：由李竺芯演唱
- 《木兰辞》：由胡婷婷（“诗教中国行”活动发起人）演唱
- 《木兰辞》：由绯村柯北演唱
- 《木兰》（腾讯旗下网络游戏《王者荣耀》花木兰英雄主打歌）：由李宇春演唱
- 《木兰诗》：由尚雯婕演唱
- 《木兰》：由刘柏辛演唱
- 《又见花木兰》：由张赢心演唱
- 《想起花木兰》：由乌兰图雅演唱
- 《木兰》：由罗凯玲演唱
- 《木兰行》：由“忘川风华录”企划，苍穹演唱
- 《木兰歌》：由竹桑演唱
- 《木兰结》：由OYT女团演唱
- 《花木兰》：由李玉刚演唱
- 《木兰：横空出世》（动画电影《木兰：横空出世》主题曲）：由李斯丹妮演唱
- 《木兰心》（动画电影《木兰：横空出世》片尾曲）：由张碧晨演唱
- 《木兰花》：由“乐元素”企划，李清歌、伊莎贝拉·霍利（虚拟偶像）演唱
- 《巾帼有木兰》：由高楠演唱
- 《木兰说》：由封茗囧菌演唱
- 《木兰歌》：由硬糖少女演唱
- 《木兰说》：由七音盒演唱
- 《木兰辞》：由娄艺潇演唱

### 舞蹈
- 《木蘭歸》

### 舞剧
- 《花木兰》：2013年，由香港舞蹈團首演，潘翎娟主演。
- 《花木兰》（民族舞剧）：2017年，由中国歌剧舞剧院、宁波市演艺团体联合演出，郝若琦、黎星主演。
- 《花木兰》（芭蕾舞剧）：2018年，由辽宁芭蕾舞团首演，于川雅、敖定雯、李偲旖、张海东、王占峰、吕萌、常斯诺主演。
- 《花木兰》（民族舞剧）：2019版，由宁波市歌舞剧院、宁波演艺集团舞美中心制作，郝若琦、夏天、陈骁、苗盛主演。

### 歌剧
- 《木兰诗篇》：中国人民解放军总政治部歌舞团公演的大型歌剧，题材来自在中国家喻户晓的木兰从军故事，由著名歌唱家彭丽媛首演，后来主演过木兰的两位女演员是雷佳和谭晶。

### 音樂劇
- 《木蘭少女》：2011年首演，後歷經多次臺北、新加坡等重製製作。故事圍繞木蘭對自我身份的追尋，並展開木蘭、將軍，與青梅竹馬蔣冠甫之間的三角愛情。故事引入更多現代議題的註解，包括女性自主、性向與性別特質等劇情。

## 外部連結
- The Ballad of Mùlán （页面存档备份，存于）
- 木兰辞-原文注释翻译赏析 （页面存档备份，存于）
- 木兰辞-诗意赏析朗读系统 （页面存档备份，存于）